# Guern
Guern (bret. Gwern) – miejscowość i gmina we Francji, w regionie Bretania, w departamencie Morbihan.
Według danych na rok 1990 gminę zamieszkiwało 1409 osób, a gęstość zaludnienia wynosiła 30 osób/km² (wśród 1269 gmin Bretanii Guern plasuje się na 445. miejscu pod względem liczby ludności, natomiast pod względem powierzchni na miejscu 91.).